# حمض فلوفيناميك
حمض الفلوفيناميك (FFA) هو أحد مشتقات حمض الأنثرانيليك من فئة العقاقير مضادات الالتهاب غير الستيروئيدية  مثل غيره من أفراد الفئة ، فهو مثبط لـ إنزيمات الأكسدة الحلقية ويمنع تكوين البروستاغلاندين .
صنع العلماء بقيادة كلود ويندر حمض فلوفيناميك في عام 1963 ، وحمض الميفيناميك في عام 1961 وحمض ميكلوفيناميك عام 1964.